# 500 Milhas de Indianápolis de 1974
Resultados das 500 Milhas de Indianápolis de 1974, no circuito de Indianapolis no domingo, 26 de Maio de 1974.
| Pos final | Pos inicial | N.º | Nome                  | Qual    | Rank | Voltas | Led | Posição        |
| --------- | ----------- | --- | --------------------- | ------- | ---- | ------ | --- | -------------- |
| 1         | 25          | 3   | Johnny Rutherford     | 190.446 | 2    | 200    | 122 | Corrida        |
| 2         | 7           | 48  | Bobby Unser           | 185.176 | 8    | 200    | 6   | Corrida        |
| 3         | 16          | 4   | Bill Vukovich II      | 182.500 | 18   | 199    | 0   |                |
| 4         | 4           | 20  | Gordon Johncock       | 186.287 | 5    | 198    | 0   |                |
| 5         | 9           | 73  | David Hobbs           | 184.833 | 10   | 196    | 0   |                |
| 6         | 30          | 45  | Jim McElreath         | 177.279 | 30   | 194    | 0   |                |
| 7         | 21          | 11  | Pancho Carter         | 180.605 | 24   | 191    | 0   |                |
| 8         | 31          | 79  | Bob Harkey            | 176.687 | 31   | 189    | 0   |                |
| 9         | 18          | 9   | Lloyd Ruby            | 181.699 | 20   | 187    | 0   | Out of fuel    |
| 10        | 17          | 55  | Jerry Grant           | 181.781 | 19   | 175    | 0   |                |
| 11        | 22          | 89  | John Martin           | 180.406 | 25   | 169    | 0   |                |
| 12        | 23          | 27  | Tom Bigelow           | 180.144 | 28   | 166    | 0   |                |
| 13        | 20          | 18  | Bill Simpson          | 181.041 | 22   | 163    | 0   | Piston         |
| 14        | 3           | 68  | Mike Hiss             | 187.490 | 4    | 158    | 0   |                |
| 15        | 1           | 14  | A.J. Foyt             | 191.632 | 1    | 142    | 70  |                |
| 16        | 27          | 1   | Roger McCluskey       | 181.004 | 23   | 141    | 0   |                |
| 17        | 14          | 77  | Salt Walther          | 183.927 | 15   | 141    | 0   | Piston         |
| 18        | 26          | 15  | Al Unser              | 183.889 | 16   | 131    | 0   | Válvulas       |
| 19        | 19          | 42  | Jerry Karl            | 181.452 | 21   | 115    | 0   | Choque T3      |
| 20        | 8           | 24  | Tom Sneva             | 185.147 | 9    | 94     | 0   | Drive Gear     |
| 21        | 32          | 51  | Jan Opperman          | 176.186 | 32   | 85     | 0   | Spun T4        |
| 22        | 15          | 60  | Steve Krisiloff       | 182.519 | 17   | 72     | 0   |                |
| 23        | 12          | 21  | Jimmy Caruthers       | 184.049 | 13   | 64     | 0   | Caixa de Velo. |
| 24        | 33          | 59  | Larry Cannon          | 173.963 | 33   | 49     | 0   | Differential   |
| 25        | 28          | 56  | Jim Hurtubise         | 180.288 | 26   | 31     | 0   | Motor          |
| 26        | 29          | 94  | Johnny Parsons        | 180.252 | 27   | 18     | 0   | Turbo          |
| 27        | 24          | 61  | Rick Muther           | 179.991 | 29   | 11     | 0   | Piston         |
| 28        | 13          | 82  | George Snider         | 183.993 | 14   | 7      | 0   | Válvulas       |
| 29        | 6           | 98  | Mike Mosley           | 185.319 | 7    | 6      | 0   | Motor          |
| 30        | 2           | 40  | Wally Dallenbach, Sr. | 189.683 | 3    | 3      | 2   | Piston         |
| 31        | 5           | 5   | Mario Andretti        | 186.027 | 6    | 2      | 0   | Válvulas       |
| 32        | 11          | 8   | Gary Bettenhausen     | 184.493 | 12   | 2      | 0   | Válvulas       |
| 33        | 10          | 44  | Dick Simon            | 184.502 | 11   | 1      | 0   | Válvulas       |